# Siltsteen

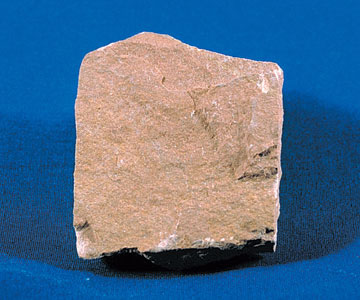
Siltsteen

Siltsteen of siltiet (Engels: siltstone) is een sedimentair gesteente met een korrelgrootte van 2 - 63 μm.

## Eigenschappen
Siltsteen bevat zowel kwarts als kleimineralen en is daarmee een overgangsgesteente tussen de grovere zandsteen en de fijnere kleisteen of schalie. Siltsteen kan ook andere mineralen zoals calciet bevatten. Vanwege de kleine korrelgrootte van siltsteen is het vaak moeilijk onderscheid te maken in het veld tussen schalie en siltsteen. De truc die geologen hiervoor gebruiken, is het proeven van het gesteente. Als een beetje gesteente knarst tussen de tanden (een aanwijzing dat het gesteente kwarts bevat), is het siltsteen, zo niet is het schalie of kleisteen.

## Voorkomen
Siltsteen komt overal ter wereld voor en wordt afgezet in relatief rustige afzettingsmilieus.

## Olie-industrie
Door het verschil in samenstelling met schalie en zandsteen, is ook de competentie van het gesteente anders. De permeabiliteit en porositeit van siltsteen is doorgaans lager dan die van zandsteen, hoewel siltsteen toch een produceerbaar reservoir kan opleveren.